# Нікітіна Валерія Валеріївна
Вале́рія Вале́ріївна Нікі́тіна (нар. 18 липня 1982, Одеса) — українська художниця, іконописець, графік, педагогиня, арттерапевтка. Онучка «шістдесятника» Віктора Грицая.

## Життєпис
Виросла у багатодітній родині. Батько — Нікітін Валерій Олександрович, підприємець. Мати — Нікітіна (із дому Грицай) Світлана Вікторівна (донька художника Віктора Грицая), інженер-технолог.

### Навчання
1998 року поступила до Одеського театрально-художнього училища імені М. Б. Грекова, на відділ станкового живопису (викладач Н. О. Мартинюк).
2004 року захистила на відмінно диплом живописця (молодший спеціаліст). Дипломною роботою став ескіз до картини «Жанна — Божа діва» (Жанна Д'Арк), розмір триптиха 200 х 170 см.
Після закінчення поступила до Кримської філії Національної академії образотворчого мистецтва і архітектури, на живописний відділ.
2008 року захистила ступінь бакалавра образотворчого мистецтва. Картина «Великдень», розмір 170 х 150 см. В тому ж році повернулася до Одеси. Працювала аквареллю, писала мініатюри та графіку.
2015 року поступила до факультету іконопису Одеської духовної семінарії (УПЦ МП).
2016 року захистила диплом магістра в Південноукраїнському національному педагогічному університеті, за спеціальністю «образотворче мистецтво», отримавши професійну кваліфікацію «викладач образотворчого мистецтва».
З 2019 року керує власною артстудією живопису в Одесі, де організовує виставки своїх картин та робот своїх учнів.
2020 року, одночасно з творчою та професійною діяльністю, почала працювати волонтеркою як арттерапевтка в Одеському обласному благодійному фонді «Майбутнє» та Одеському обласному реабілітаційному центрі імені Бориса Литвака.